# 岸田麻佑
岸田 麻佑（きしだ まゆ、1991年7月2日 - ）は、日本の女性タレント、女優、舞台プロデューサー。福岡県出身。Uniiique所属。
ガールズ・エンターテイメント・ユニット「トキヲイキル」のメンバー、および元「LinQ」の創設メンバー。

## 人物・概要
- 子役出身。愛称は「きしまゆ」。中学時代は新体操部に所属。

- 趣味：旅行、お酒、ヨガ、映画観賞。特技：Y字バランス、ダンス、水泳、電卓早打ち。

- 免許・資格：普通自動車免許、電卓検定1級、秘書検定、医療事務、簿記2級。

芸能活動は7歳（小学1年生）からで、小3の頃に舞台デビュー。
19歳（2011年）でアイドルオーディションに合格し、アイドルグループLinQを結成。アイドル活動にも注力する。
2017年、所属プロダクションの新構想「IQ(アイドル九州)プロジェクト」発足の改革によリLinQを降板し、新たにガールズ・エンターテイメント・ユニット「トキヲイキル」を結成。以降は舞台の仕事も継続し、演劇のプロデューサーを兼任する。
2022年9月、所属事務所ジョブ・ネットが共同で新設した芸能事業部「Uniiique」（ユニーク）に社内移籍。
2024年に一般男性と結婚し、翌2025年に懐妊を報告。

## 略歴
1998年
・タレント事務所所属
・JR九州CM出演／初ナレーション「三井グリーンランド」
1999年
・ジャパネットたかたCM出演
・初主演「目撃ドキュン」再現VTR
2000年
・タコ焼き八ちゃん堂CM出演
・初舞台「すみれ島」
・初ドラマ「パニック姉妹～180キロを突っ走れ！～」
2001年
・沖縄美ら海水族館ナレーション
・舞台「緑の国の仲間たち」出演
2002年
・郵政局ナレーション
・舞台「武蔵と四郎」出演
2003年
・宝くじCM出演
・ほっかほっか亭ナレーション
2004年
・Webドラマ「少女には向かない職業」出演
・ジャパネットたかたカタログモデル
2005年
・「瞳スーパーデラックス」出演
・「ブレーメンの音楽隊」出演
2006年
・中国電力CM出演
・舞台「ぺったりユーレイ」出演
2007年
・JAバンク福岡CM出演
2008年
・今日感テレビ「携帯依存症」出演
2009年
・西日本シティ銀行　どんたくパレード隊
2011年
・4月17日 - イムズホールでLinQデビュー
・6月27日 - LinQ1stシングル「ハジメマシテ/for you/なう。」発売
・11月9日 - LinQ2ndシングル「カロリーなんて/きもち/手をつないで」
2012年
・2月29日 - LinQ3rdシングル「さくら果実/Sakura物語」
・4月18日 - LinQ1stアルバム『Love in Qushu 〜LinQ 第一楽章〜』
・7月18日 - LinQ4thシングル「シアワセのエナジー/祭りの夜〜君を好きになった日〜」
・8月 - 「博多とよみつひめ応援隊」就任
・9月 - 竹下製菓・auコラボ企画ブラックモンブラン・ミルクック アイスクィーン決定戦 イメージガール
2013年
・1月30日 - LinQ5thシングル「CHIKU-TAKU/ゴーイング マイ ウェイ!」
・4月17日 - メジャー1stシングル「チャイムが終われば」（通算6th）
・8月07日 - メジャー2ndシングル「HANABI!!」（通算7th）
・10月 - 福岡県トラック協会 CM出演
2014年
・1月22日 - メジャー3rdシングル「カラフルデイズ」（通算8th）
・3月26日 - メジャー初アルバム『AWAKE 〜LinQ 第二楽章〜』（通算2nd）
・7月30日 - メジャー4thシングル「ナツコイ」（通算9th）
・9月24日 - メジャー5thシングル「ウェッサイ!!ガッサイ!!」（通算10th）
・10月1日～5日 - 「ヨルハ～自動歩兵人形～」出演
2015年
・4月 - 福岡県庁知らせた課（RKB毎日放送） レギュラー出演
・4月29日 - メジャー6thシングル「ハレハレ☆パレード」（通算11th）
・5月23日～31日 - 「ヨルハ Ver. 1.1 」出演
・6月 - 海の中道サンシャインプール イメージキャラクター就任
・7月 - リンガーハット 夏の冷やしちゃんぽん イメージガール
・9月09日 - メジャー7thシングル「LinQuest〜やがて伝説へ…」（通算12th）
・11月25日 - メジャー2ndアルバム『FRONTIER 〜LinQ 第三楽章〜』（通算3rd）
2016年
・1月21日 - 「神様はじめましたTHE MUSICAL♪ 」ゲスト出演
・3月23日 - メジャー8thシングル「Supreme」（通算13th）
・7月27日 - タタカッテシネ第3回公演「I・D・O ～みんなみんなタタカッテるんだトモダチなんだ～」ゲスト出演
・8月11日～21日 - 「アリスインデッドリースクールパラドックス」ゲスト出演
・9月28日 - メジャー9thシングル「ふるさとジャポン」（通算14th）
2017年
・1月 - LinQあい（TVQ） レギュラー出演
・2月22日 - メジャー10thシングル「負けないぞ」（通算15th）
・6月20日 - LinQ卒業
・7月 - ガブリナ（ＫＢＣラジオ）リポーターとして出演
・8月19日 - トキヲイキル加入
・10月25日～29日 - 旗揚げ公演『小さなカフェの片隅から』
・11月 - 「第15回ふれ愛☆地域フェスタ2017」総合司会
・12月06日～10日 - 第2回本公演東京『燈火の中、貴方を想ふ』
2018年
・2月12日 - SP公演 朗読劇『バレンタイン・キューピッド』
・3月 - イオン九州公式アプリ
・4月11日～15日 - 第2回本公演福岡『燈火の中、貴方を想ふ』
・6月 - イオン九州浴衣CM
・6月16日 - 第2回SP公演 朗読劇『紫陽花』
・7月11日～12日 - 第3回本公演 タタカッテシネ合同『瀬戸内少女ラジオ局』
・8月08日～12日 - 第3回本公演 タタカッテシネ合同『瀬戸内少女ラジオ局』
・9月 - 「宮地嶽秋季大祭」司会
・10月28日 - 第3回SP公演 朗読劇『オムニバス de トキイキごっこ』
・12月12日～16日 - 第4回本公演『STEP STEP STEP』
・12月24日「トキヲイキル ワンマンライブ〜２００人集めないとCD発売出来ません！〜」
2019年
・1月 - イオン九州イメージキャラクター
・1月16日～20日 - アリスインプロジェクト×劇団ディアステージ「悪魔インデッドリースクール」　
・3月21日 - 1stアルバム『トキヲイキル』
・3月21日～24日 - 『トキイキフェスティバル』
・4月26日～29日 - 劇団☆ディアステージ合同公演東京『四月の霊』
・5月23日～26日 - 劇団☆ディアステージ合同公演福岡『四月の霊』
・7月10日～17日 - 感情7号線第三回公演 『いつも、同じ夢を見ていたい』
・9月11日～15日 - 第5回本公演『ハコイリムスメのすゝめ』
・10月31日～11月4日 - 「おおばかもの〜ふくらめ！私のイースト菌〜」
・12月11日～15日 - 第6回本公演『エアガール!』
2020年
・1月29日～2月2日 - アリスインプロジェクト合同公演『Alice in Deadly School 楽園』
・6月 - トキヲイキルとHelloYouthのAfternoon Jockey(FM佐賀)　レギュラー出演中
・10月14日～18日 - 第7回本公演福岡『検温しましょ』
・11月11日～15日 - 万能グローブガラパゴスダイナモス合同公演『ラバー・ソウル !』
2021年
・1月20日～24日 - 第7回本公演東京『検温しましょ』
・3月24日～28日 - 劇団ウルトラマンション合同公演福岡『うらがわの事件簿』
・4月28日～5月2日 - 男〆天魚「地獄」出演
・5月19日～23日 - 劇団ウルトラマンション合同公演東京『うらがわの事件簿』
・7月29日～8月1日 - 岸田麻佑 完全プロデュース公演 第一弾『ほぼ、コドモ』
・10月6日～10月10日 -  舞台「ひとひらの勇気」主演
・10月28日～10月31日 - 舞台「偽りのない町」主演
・11月24日～28日 - トキヲイキルプロデュース公演『雨夜の星屑』
2022年
・1月27日～1月30日 - RAVE☆塾【延期版】「璃色リベリオン〜反逆の乙女達が奏でる策謀と裏切りのハーモニー〜」出演
・2月18日～2月20日 - RaveAmenity本公演Vol.5 「かあちゃんにしかわからないこと」出演
・5月11日～5月15日 - 株式会社ERreA produce「君の横はあったかい」出演
・8月14日 - 「こりゃもてんばい2」出演
・10月7日～10月9日 - 万能グローグ ガラパゴスダイナモス 「この中に裏切り者がいますよ」出演
・11月9日～13日 - トキヲイキル5周年記念公演『時ヲ生キル』
・12月21〜25日 - ウルトラマンション公演『やさしさよ割れるほど』
2023年
・1月28日 - トキヲイキル5周年記念ワンマンライブ
・5月20日～24日 - 劇団ジグザグバイト2023年興行春公演『キグルミオッカナイト』出演 
・7月24日〜7月26日 - 福吉座第4回公演 「ゲラップ･ベイベ〜」 
・9月13日〜17日 - きしPこくーん旗揚げ公演「冥土inシェアハウス」 
・10月20日〜10月22日 - 福吉座第5回公演「HANAMACHI」 
・11月22日〜11月26日 - 「リベンジ・ライフ」 
2024年 
・3月31日 - 舞台『不咲息子〜さかずきっず〜』ゲスト出演 
・6月12日〜16日 - 舞台「リベンジ・ライフ 2024 in フクオカ」 
・7月13日～14日 - きしPこくーん朗読劇『ワンサイド。』 
・10月9日～13日 - トキヲイキル7周年記念公演『ライブズ アクロス タイム』